# Hanna Ljungberg
Hanna Carolina Ljungberg (Umeå, 8 januari 1979) is een voormalig voetbalster uit Zweden, die speelde als aanvalster. Ze vertegenwoordigde haar vaderland bij drie opeenvolgende Olympische Spelen: 1996, 2000 en 2004. Bij dat eerste toernooi was ze met haar 17 jaar en 195 dagen de jongste van de selectie.
Ljungberg speelde in totaal 130 officiële interlands (72 goals) voor de Zweedse nationale ploeg. Ze maakte haar debuut op 17-jarige leeftijd in de wedstrijd tegen Spanje op 6 februari 1996 (8-0). Ljungberg werd in 2002 uitgeroepen tot Zweeds voetbalster van het Jaar. Ze speelde clubvoetbal voor Sunnanå SK en Umeå IK.